# The Ultimate Dance Battle
The Ultimate Dance Battle (TUDB) is een Nederlandse en Vlaamse talentenjacht voor dansers en danseressen. The Ultimate Dance Battle ging in zowel Nederland als Vlaanderen op 27 maart 2011 van start. In Nederland wordt de show uitgezonden door de zender RTL 5, in Vlaanderen door 2BE. Dan Karaty, Sean D'Hondt en Lieke van Lexmond presenteren het programma, Dan Karaty is tevens juryvoorzitter in de liveshows. In de show strijden vijf choreografen met hun team tegen elkaar. De winnende choreograaf wint 25.000 euro, elke danser uit de winnende groep krijgt 5000 euro. De show is vergelijkbaar met het programma So You Think You Can Dance en X Factor.

## Selectie process

### Audities
Tijdens het eerste seizoen selecteerde Karaty honderd professionele dansers voor een auditie. Tijdens het tweede seizoen kan iedere danser zich opgeven voor de auditie. De dansers moeten daarna op auditie voor Karaty zelf. Alle dansers moeten verschillende 'challenges' uitvoeren en alle dansers zullen beoordeeld worden door Karaty. Slechts vijftig dansers kunnen door naar de tweede auditieronde.
De vijftig dansers die goedgekeurd zijn door Karaty mogen dezelfde of een andere choreografie doen voor de vijf choreografen. De choreografen moeten meteen na de auditie bepalen of zij de danser in zijn of haar dancecrew willen hebben. In het team moeten drie jongens en twee meisjes of andersom zitten. Wanneer twee of meer choreografen een danser willen hebben, mag de danser zelf bepalen bij wie de danser in het team wil. Elk team mag maar vijf dansers hebben en iedere choreograaf mag ook één danser "on hold" zetten. Dat wil zeggen: wanneer een choreograaf maar vier dansers vindt dan kan de persoon die "on hold" is gezet het team alsnog aanvullen.

### Dance Camp
Nu elk team vijf dansers heeft is de strijd begonnen. Alle dancecrews worden gezamenlijk in een huis gestopt, waar ze vierentwintig uur per dag kunnen oefenen en trainen. Daarnaast moeten de choreografen en hun team ook een 'challenge' uitvoeren. Elke winnaar krijgt een prijs, namelijk een eigen crewlid ruilen met dat van een andere team. De dancecrew mag samen met de choreograaf een eigen choreografie in elkaar zetten. Elke week zal Karaty de choreografieën beoordelen, maar elke week zal er een extra verrassing zijn, een gastjurylid of de choreografen die mee mogen beoordelen.
Dan Karaty zal persoonlijk de muziek en stijl kiezen, om zo ervoor te zorgen dat elke choreograaf dezelfde voorbereidingstijd heeft en niet dat één choreograaf eerder kan beginnen.

### Liveshows
Tijdens drie liveshows en een uiteindelijke finale moeten de vijf dancecrews laten zien wat ze in huis hebben. Alle crews dansen op twee choreo's, maar op een stijl en muziek gekozen door Dan Karaty. Na de eerste choreo kan het publiek via televoting stemmen op zijn of haar favoriete crew en de twee crews met het minste aantal stemmen zullen tegen elkaar moeten opnemen in de "Final Battle". Tijdens de final battle moeten de dansers alles uit de kast halen en zou uiteindelijk juryvoorzitter Dan Karaty bepalen wie de show moet verlaten. Uiteindelijk blijven er twee teams over die tijdens de finale drie choreo's laten zien en wordt de winnaar bepaald met behulp van televoting. De uiteindelijke winnaar van de finale krijgt een geldbedrag van 25.000 euro en elke danser binnen het winnend team krijgt een bedrag van 5000 euro.
Ook wordt de winnaar uitgeroepen tot het beste dansteam in Nederland van het jaar.

## Seizoenen
| Seizoen | Jaar | Winnaar         | Runner-Up  | 3e           | 4e            | 5e          | Juryvoorzitter | Presentatie                    |
| ------- | ---- | --------------- | ---------- | ------------ | ------------- | ----------- | -------------- | ------------------------------ |
| 1       | 2011 | Team Heart2Beat | Team Rinus | Team Laurent | Team KoenRoem | Team Shaker | Dan Karaty     | Sean D'Hondt Lieke van Lexmond |
| 2       | 2012 | Team Vincent    | Team Thom  | Team Min Hee | Team Michel   | Team Jaakko | Dan Karaty     | Sean D'Hondt Lieke van Lexmond |

### Seizoen 2
In november 2011 begon de inschrijvingsperiode voor het tweede seizoen. Elke danser kon zich opgeven voor de auditie. De top 18 van het vierde seizoen van So You Think You Can Dance kregen persoonlijk van Karaty tijdens de finale van dat seizoen de uitnodiging voor de auditie.
Ook zullen de vijf choreografen vervangen worden door vijf nieuwe. Zo zouden de namen van Conny Janssen (modern), Caggie Gulum (hiphop), Euvgenia Parakhina (ballroom) en Percy Kruythoff (jazz) al gevallen zijn om plaats te nemen als juryleden en coaches.
Op 29 december 2011 werd bekendgemaakt dat het presentatieteam bestaande uit Lieke van Lexmond en Sean Dhondt terugkeren voor het tweede seizoen. Daarnaast werd ook bekendgemaakt dat Vincent Vianen, Michel Froget en Min Hee Bervoets plaats zullen nemen als jurylid en coach. In januari 2012 werd bekendgemaakt dat Thom Stuart en Jaakko Toivonen de overige twee juryleden/coaches zullen zijn dit seizoen. De auditierondes werden op 17, 18 en 19 januari 2012 opgenomen in een theater in Leiden.
De opnames van de Dance Camp begonnen op 19 februari wederom in Rotterdam. Daarnaast maakte Van Lexmond ook meteen bekend dat het tweede seizoen vanaf 4 maart op televisie te zien is.